# Sefer Torah

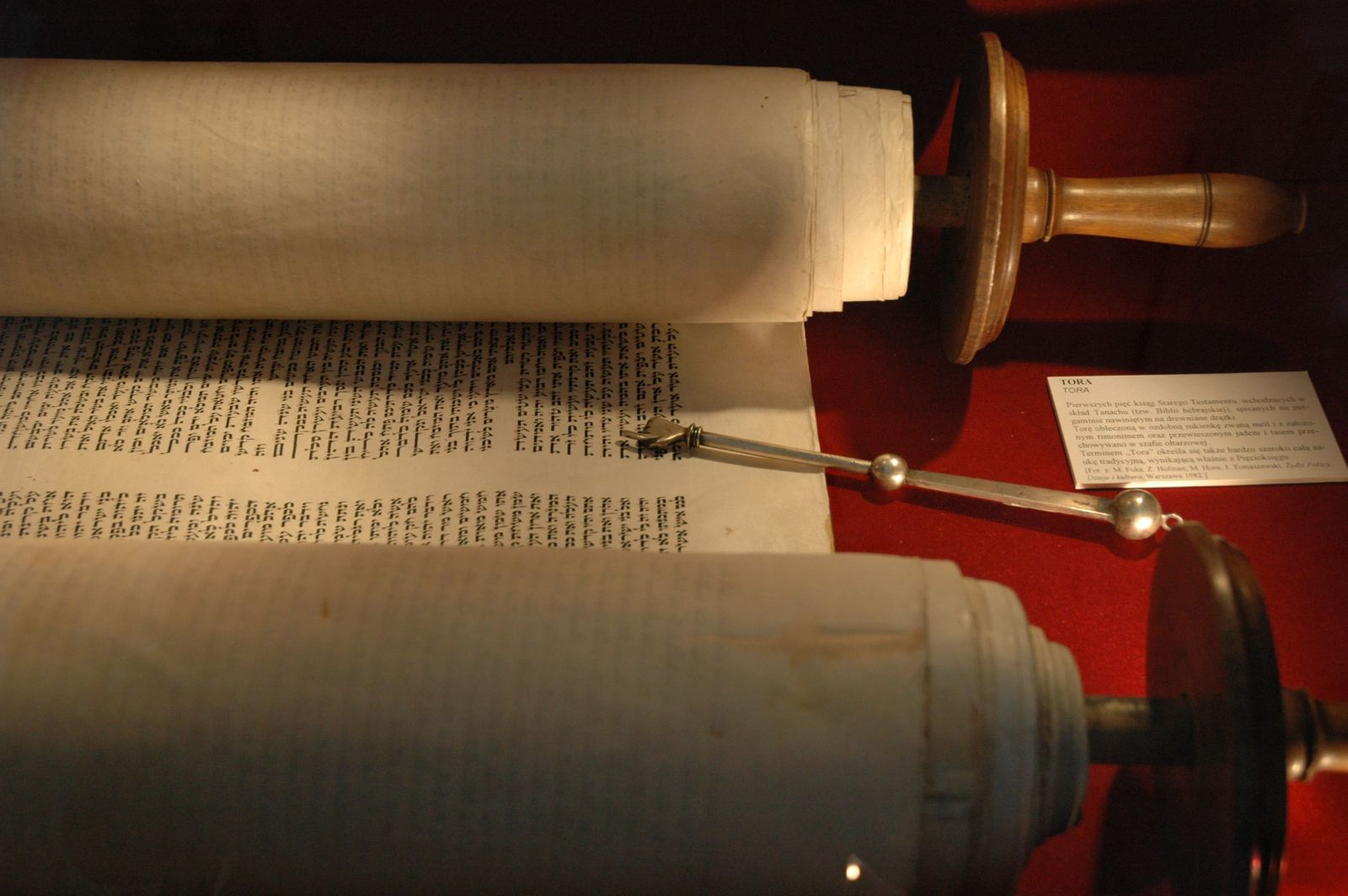
Un Sefer Torah (ashkénaze) et un yad.

Le Sefer Torah  (en hébreu:  ספר תורה  - « livre [de] Torah » ou plus exactement rouleau de Torah (pluriel : Sifrei Torah) est une copie manuscrite de la Torah (ou Pentateuque), le livre le plus saint et révéré du judaïsme. 
Les conditions standard dans lesquelles il est réalisé sont extrêmement strictes et uniquement livrées à des scribes professionnels (Sofrim) qui s'appliquent à reproduire les 304 805 lettres du texte sacré. 
Le texte de la Torah est également fréquemment imprimé (à des fins non-rituelles) sous forme de livre (« classique », non sous forme de rouleau), appelé Houmash (« cinquième », par allusion aux Hamisha Houmshei Torah, les cinq livres de Moïse), avec souvent une traduction, des commentaires imprimés en marge du texte...
Bien que traitée avec révérence, la sainteté des Houmashim n'atteint pas celle d'un Sefer Torah, véritable trésor pour la communauté qui en possède un.

## Production d'unSefer Torah

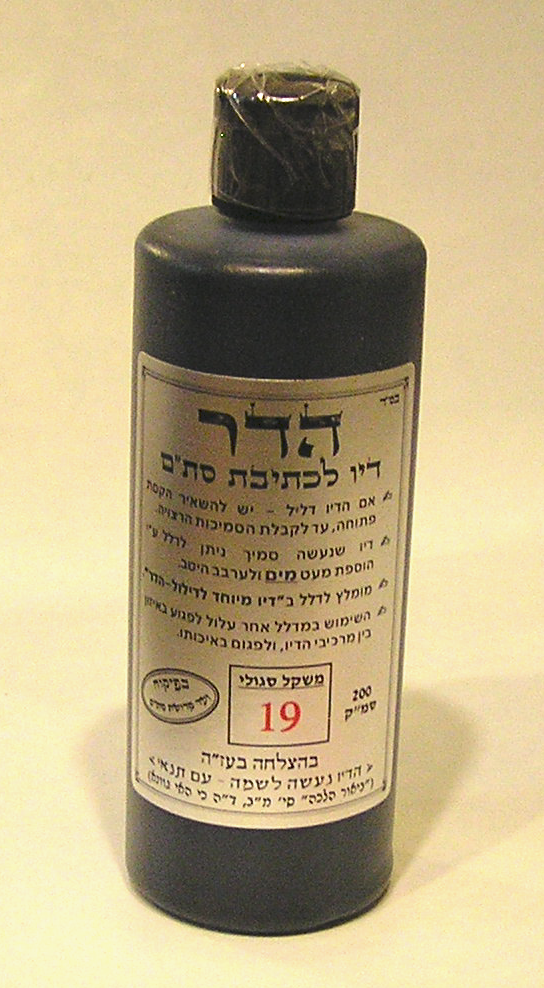
Encre ferro-gallique (hé. דיו - dyo) utilisée pour écrire les Sifré Torah, tefillin, mezuzot et autres rouleaux sacrés.

Selon la Loi juive, un Sefer Torah (plur. : Sifrei Torah) est une copie du texte hébreu des Cinq Livres de Moïse (Pentateuque), réalisée à la main, c'est-à-dire à la plume, avec une encre particulière, sur un g'vil ou un q'laf (formes de parchemin, cf. infra) par un sofer (scribe) qui doit se purifier avant de se mettre à l'ouvrage, en se trempant dans un bain rituel. Écrire un Sefer Torah est l'un des 613 commandements prescrits dans le judaïsme. Tant le g'vil que le q'laf doivent être préparés selon la procédure décrite plus bas.

### Composition et ingrédients
Entièrement écrit en hébreu, un Sefer Torah contient 187 chapitres, 5 845 versets, 79 976 mots et 304 805 lettres. Chacune des lettres doit être scrupuleusement reproduite par le sofer (scribe accompli) avec un instrument d'écriture en matière végétale ou animale (roseau, plume) trempé dans une encre noire ferro-gallique spécifiquement préparée, à base notamment de colle de peau - le processus pouvant durer 18 mois et utilisant soixante peaux d'un animal d'une espèce rituellement pure. La moindre erreur lors de l'inscription, tant qualitative que quantitative, rend l'entièreté du Sefer Torah passoul (invalide).
Le Talmud, ouvrage compilant l'ensemble de la Loi orale du judaïsme, nous apprend :
- que les soferim furent appelés ainsi parce qu'ils « comptaient » (lispor) les lettres à l'aide de leur valeur alphanumérique. C'est d'ailleurs cette pratique qui donna naissance à la Gematria,
- que tout rouleau doit être écrit sur un g"vil traité avec du sel, de la farine et des m'afatsim (un résidu d'enzymes de guêpes et de troncs d'arbres) afin d'être valide. Tout rouleau non traité de la sorte est considéré invalide (Mishneh Torah, Hilkhot Tefillin 1:8 & 1:14). Pourtant, le q'laf est actuellement préféré.

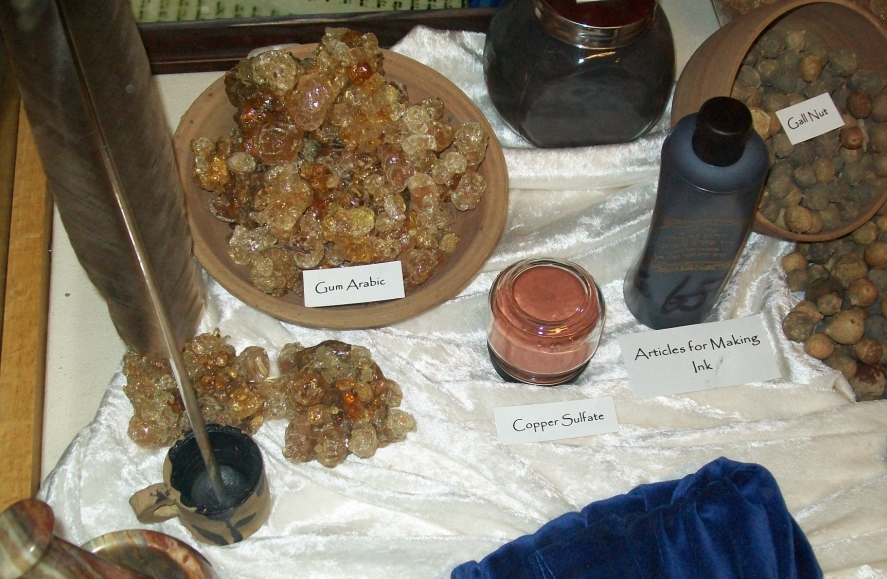
Différents ingrédients nécessaires à la préparation de l'encre d'un sefer Torah.

Les Sifrei Torah modernes sont principalement écrits avec 42 lignes de texte par colonne - les Yéménites s'expriment sur 51 lignes. Des règles très strictes régissent la position et l'apparence des lettres. Plusieurs scripts hébraïques peuvent être utilisés, mais on accorde souvent une préférence aux calligraphies élégantes autant que complexes.
Le texte hébraïque du Tanakh, et de la Torah en particulier, étant considéré comme saint, jusqu'à la dernière lettre, des traductions ou des transcriptions imprimées sont fort peu considérées pour l'usage rituel, et la transcription manuelle fait l'objet d'un soin particulièrement minutieux. Une simple lettre, « un simple ornement ou symbole » faussé parmi les 304 805 lettres, et le livre est déclassé.

### LeQ'laf: un matériel digne d'unSefer Torah
Qlaf (également Klaf ou K'laf, « parchemin » en hébreu), est le mot consacré pour désigner un rouleau cachère d'une mezouzah ou d'un Sefer Torah.

#### Préparation duQ'laf

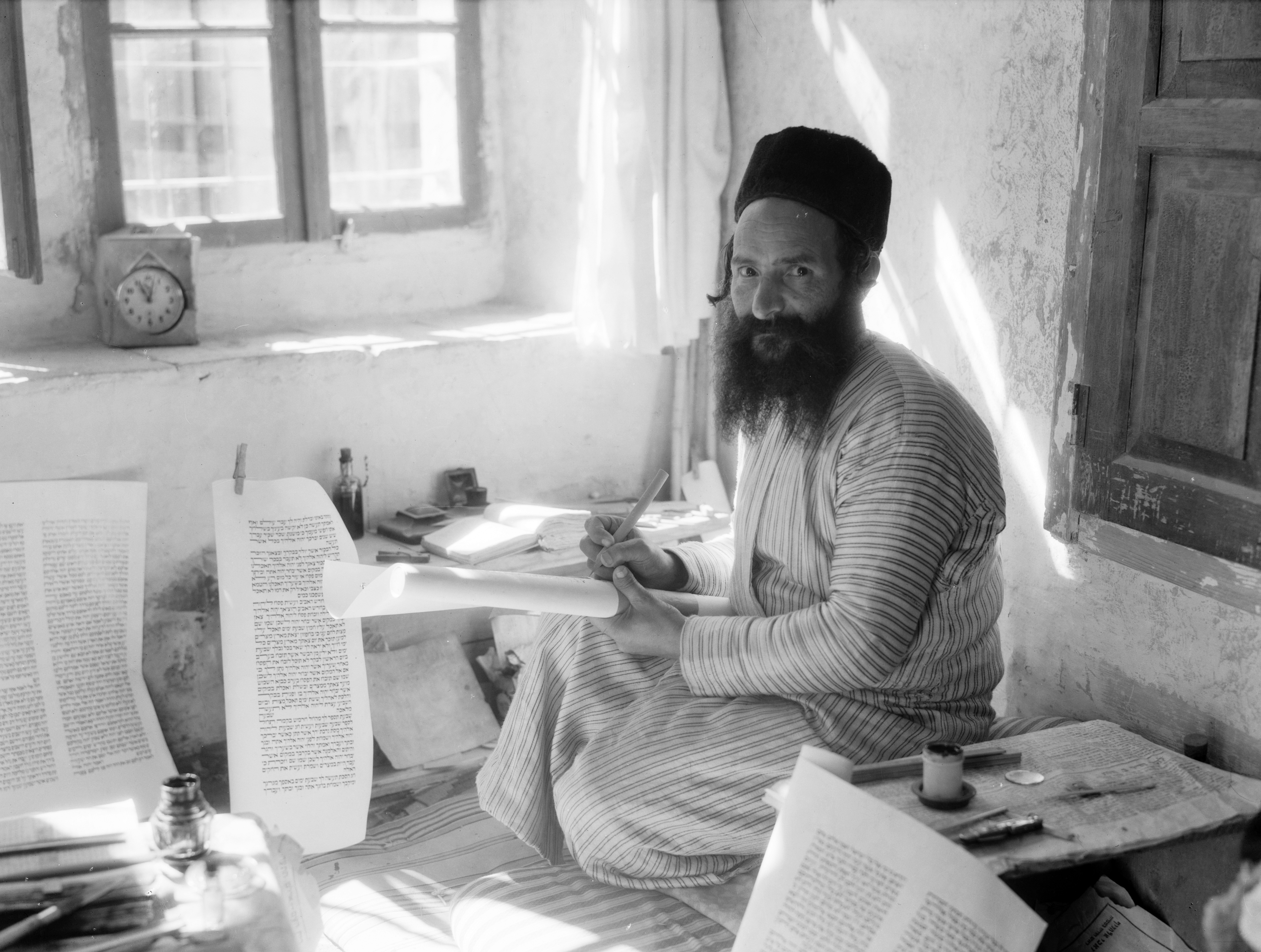
Scribe yéménite transcrivant la Torah dans les années 1930

Le parchemin peut être fait sur la peau spécialement préparée de tout animal cachère - chèvre, taureau/vache (mais pas bœuf), ou cerf. La peau est composée de trois couches (g’vil, k’laf et doksostus) mais seule la portion charnue de la couche profonde (g'vil) ou la portion externe de la couche poilue (q'laf) sont cachères (propres à l'usage) pour l'utilisation à des fins saintes. Le doksostus (portion intermédiaire de la peau) ne l'est pas.
La méthode de nettoyage et la préparation de la peau ont changé au cours des siècles :
- aux temps talmudiques, de l'eau salée et de l'orge étaient épandues sur les peaux, qui étaient ensuite trempées dans du jus d'afatsa (coloquinte). De « l'engrais » de chien pouvait également servir à cet usage.
- de nos jours, les peaux sont plongées dans de l'eau claire pendant deux jours, après quoi elles sont trempées dans de l'eau calcaire (à vérifier) pendant neuf jours afin d'ôter les poils. Lorsque la surface est devenue glabre, le sofer l'étend sur un cadre de séchage en bois et le gratte jusqu'à ce qu'il soit sec, et que les plis soient repassés avec des presses. Les peaux sont ensuite sablées jusqu'à devenir lisses et planes, prêtes à l'emploi.

Certains parchemins (souvent de mauvaise qualité) sont barbouillés avec du log, une substance crayeuse blanchissante (quelquefois, d'un seul côté). Cette pratique est peu appréciée des scribes, qui font remarquer que le log forme une barrière entre l'encre et le parchemin.
Du fait que les procédés modernes de préparation du parchemin sont préparés suivant la règle du q'laf, et utilisés de cette manière, c'est-à-dire afin d'écrire sur le côté charnu (le tissu sous-cutané), et non le côté poilu, toute écriture sur le côté poilu est considéré comme invalide, mais il n'en a pas toujours été ainsi.
Les peaux sont assemblées les unes aux autres à l'aide de tendons d'animaux purs, voire de fil de lin et de la colle, à condition que celle-ci soit à base de gélatine provenant d'animaux purs. Les manuscrits de la mer Morte attestent déjà ces trois pratiques

#### Préparé «pour les cieux»

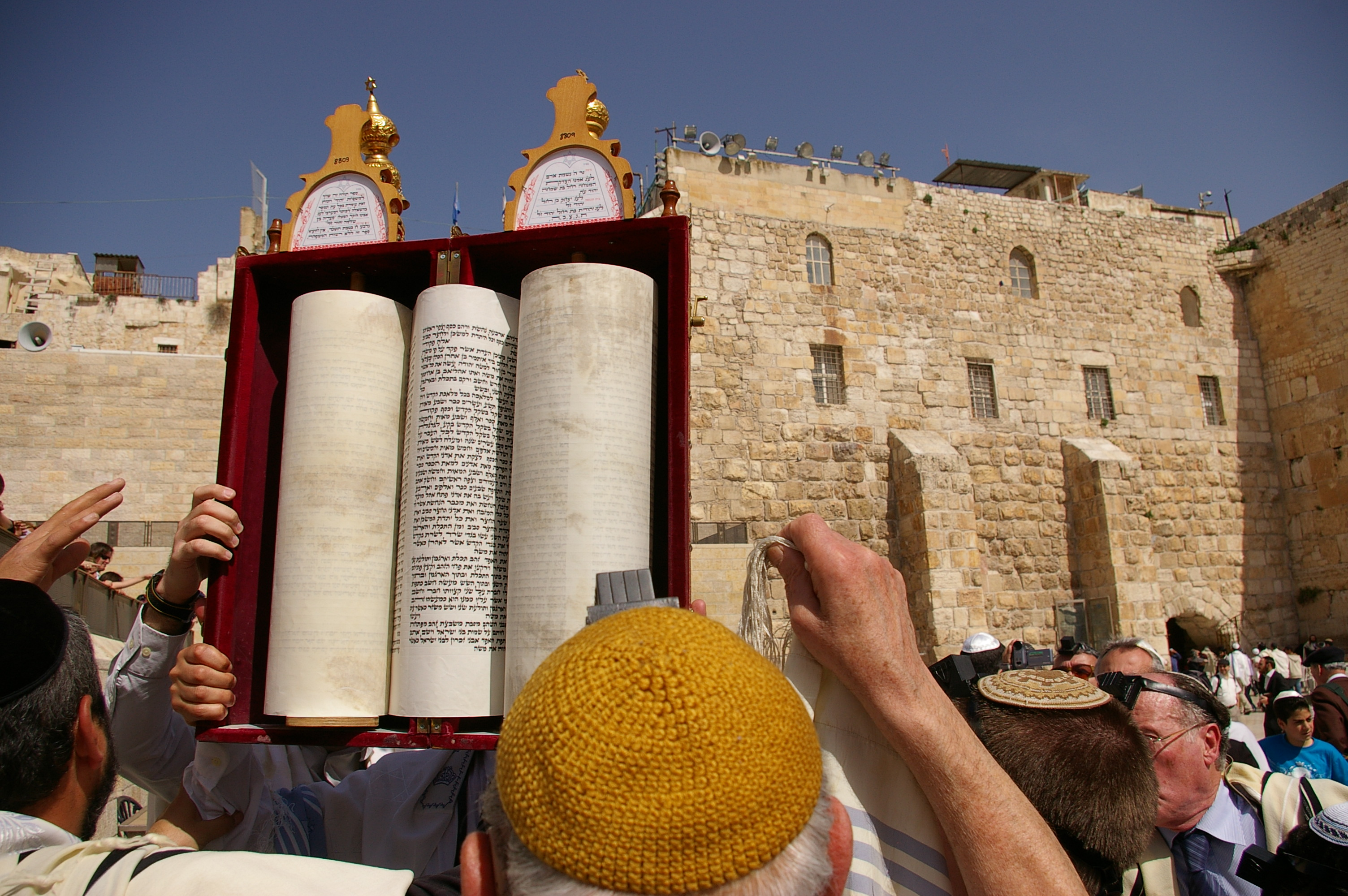
Sefer Torah brandi lors d'une bar Mitsvah au Mur occidental (Kotel), Jérusalem

Le parchemin doit être préparé « pour les cieux », c'est-à-dire avec l'intention de réaliser un acte divin, et le préparateur doit en faire état dans une déclaration, car on ne peut utiliser un qlaf destiné à un usage de moindre sainteté (kedousha kala) comme les parchemins d'une mezouzah, pour écrire les parchemins des tefillin ou un Sefer Torah, qui sont d'une sainteté plus importante (kedousha 'hamoura).
S'il doit le faire, le sofer doit dire qu'il prépare un parchemin en vue d'un Sefer Torah, mais que cela peut changer s'il le souhaite.
Si l'on ne peut trouver aucun Juif capable de préparer les peaux, un non-Juif peut le préparer, mais ces circonstances sont exceptionnelles, et le non-Juif doit être supervisé par un Juif qui doit aussi déclarer que cette préparation est « pour les cieux ».
Après la préparation, le sofer doit marquer le parchemin avec une sarguèl (règle) ou une alêne, en s'assurant que les lignes-guides sont droites. Seul le guide supérieur est tracé. Les lettres s'alignent par rapport à lui. 
C'est une mitzvah (commandement) pour chaque Juif d'écrire ou de faire écrire un Sefer Torah pour lui. (Voir Deut. 31:19).

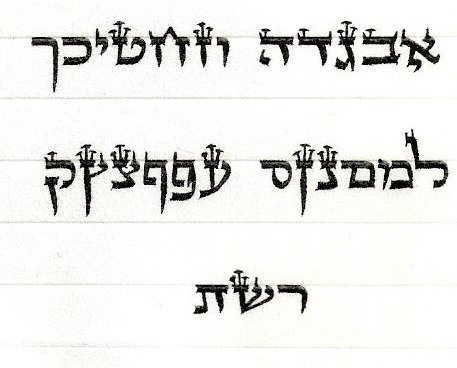
Exemple d'écriture ashkénaze sur k'laf (parchemin)

#### Histoire
D'après les textes juifs les plus anciens et ayant la plus grande autorité (Mishna Sofrim (200-500 ap. J.-C., l'œuvre gaonique intitulée Halakhot Gdolot (743 ap. J.-C.) et le Mishneh Torah de Maïmonide), le q'laf est la portion profonde (la plus proche de la chair) de la peau animale dépecée (le g'vil). Les Soferim utilisaient à l'origine le fond de cette portion pour écrire les phylactères. Les Sifrei Torah étaient également écrits sur ce support, en dernier recours. C'était le g'vil qui était le premier choix - le Sefer Torah étant utilisé de nombreuses fois.

### LeG'vil
Un G'vil (souvent prononcé « g'wil ») est une peau animale qui a été préparée (comme support d'écriture) pour servir à rédiger un Sefer Torah ou une mezouza.
Selon les prescriptions édictées dans le judaïsme, les anciens Judéens (ainsi d'ailleurs que les Juifs « modernes ») préparaient les peaux avec de l'eau salée, de la farine et des m'afasim (rédisus de guêpe). Tout le processus suivait à la lettre les prescriptions du Talmud, des Gueonim et des Rishonim.
Des fragments trouvés à proximité et à l'intérieur des grottes de Qumrân près de la Mer Morte en Israël confirment l'utilisation de g'vil brunâtre depuis au moins 200 av. J.-C. et jusqu'à nos jours.

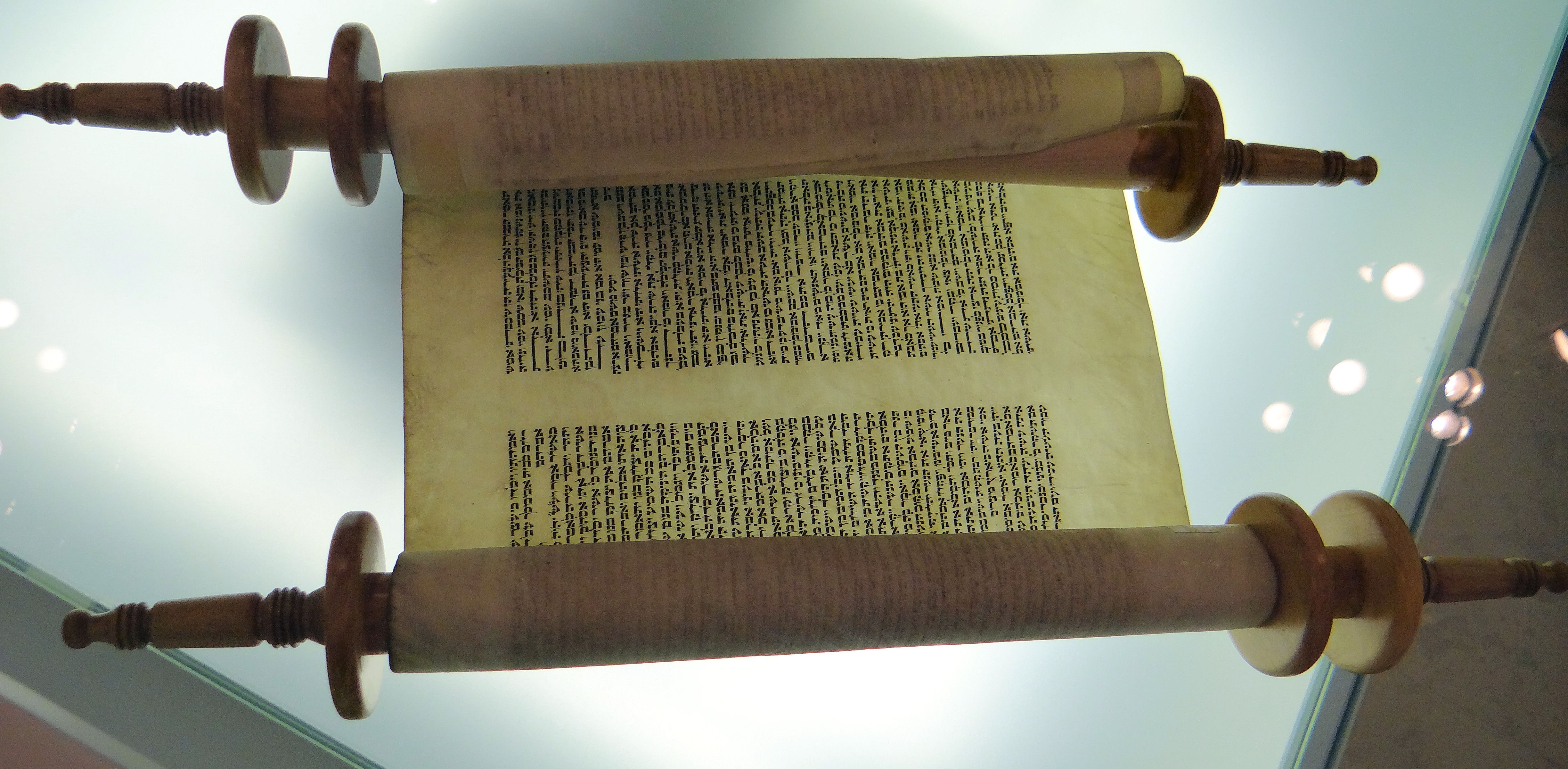
Sefer Torah au musée des Juifs à Plock en Mazovie (Pologne)

Maïmonide écrit que la loi transmise à Moïse sur le Mont Sinaï concernant la rédaction d'un Sefer Torah, impose que le Sefer Torah soit écrit sur du g'vil, et que des rouleaux qui ne seraient pas préparés selon la méthode exposée supra ne seraient pas valides pour l'usage (Mishneh Torah, Hilkhot Tefillin 1:14).
Selon le Talmud (Traités Baba Batra 14b), le g'vil existait du temps de Moïse (estimé à 1280 av. J.-C.), puisque le Sefer Torah que Moïse a placé dans l'Arche d'alliance serait écrit sur du g'vil. Dans Guittin 54b, un maître rapporte une tradition selon laquelle les rouleaux de la Torah étaient écrits sur du g'vil. Cependant, il n'est actuellement plus utilisé que par une poignée de soferim, bien que, selon le « centre du G'vil  »basé à Jérusalem, seul le g'vil permet de n'entretenir aucun doute sur l'usage des parchemins.
L'usage de g'vil, ainsi que de certains types de parchemin, a permis à certains Sifrei Torah de demeurer intacts pendant plus de 800 ans.

## Ornementations extérieures
Un Sefer Torah complété sera souvent « revêtu » de plaques ornementales richement et finement ciselées, d'un velours protecteur et, occasionnellement, d'une couronne en argent forgé, ceci afin de marquer le Sefer Torah comme saint, parole vivante du Dieu vivant.

Sefarim revêtus et rangés à l'intérieur de l'Arche sainte de la synagogue de la Victoire

Ornementations
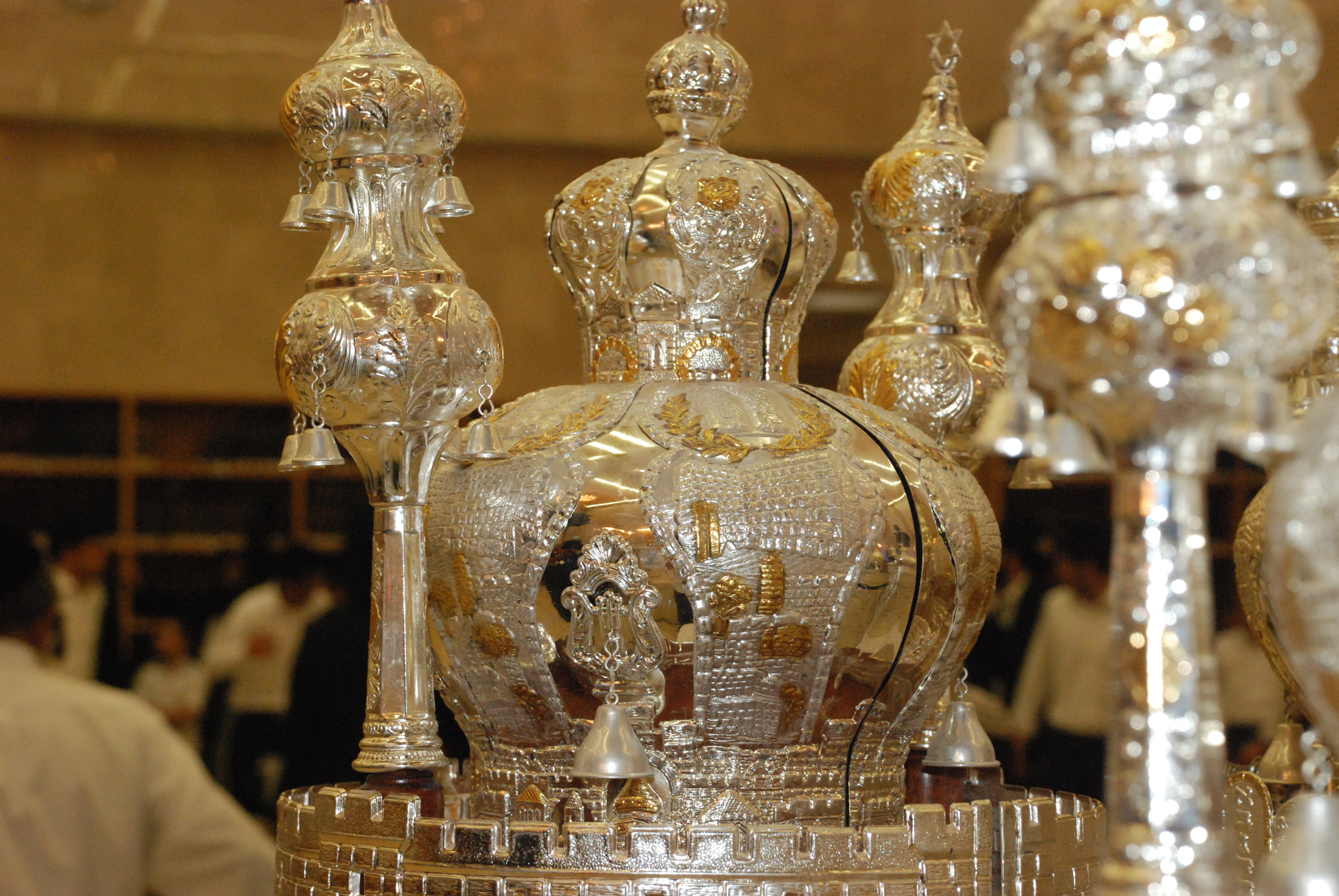
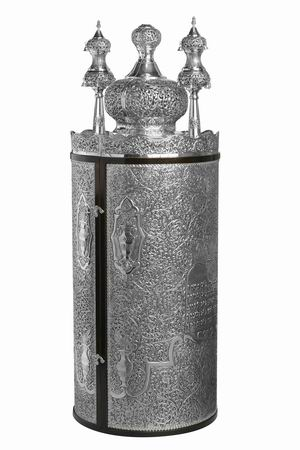
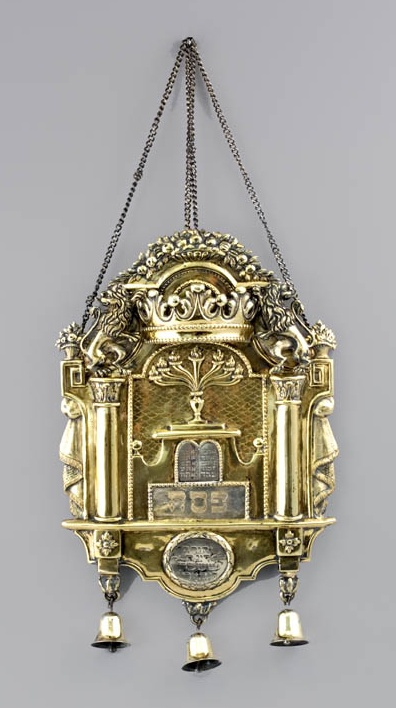
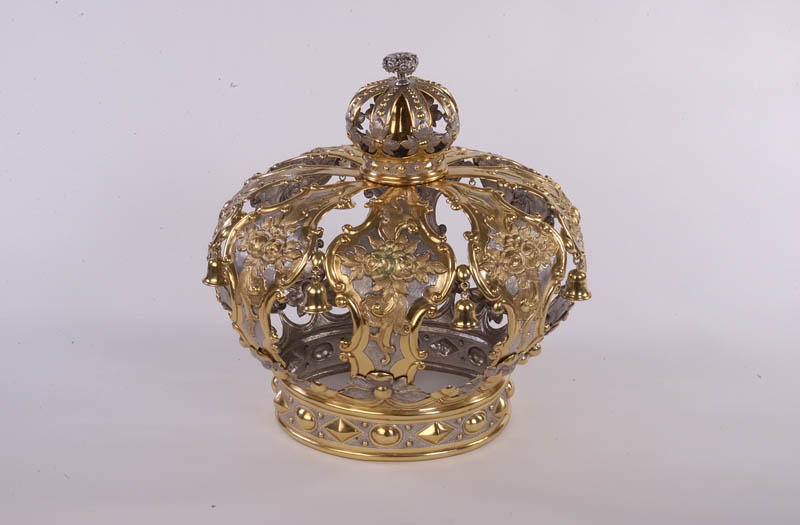
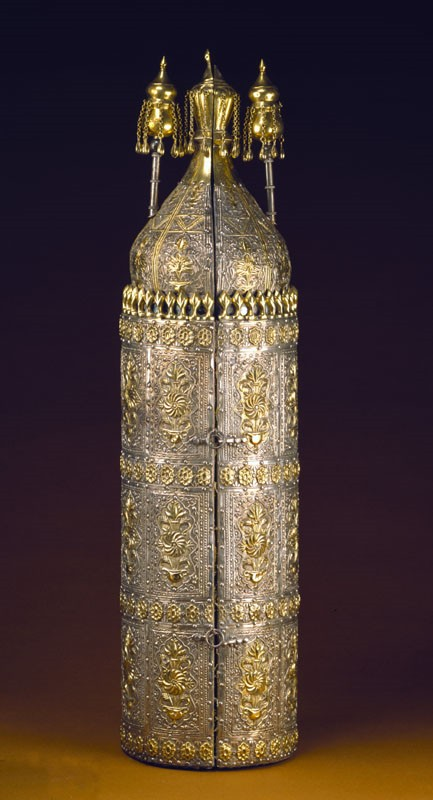
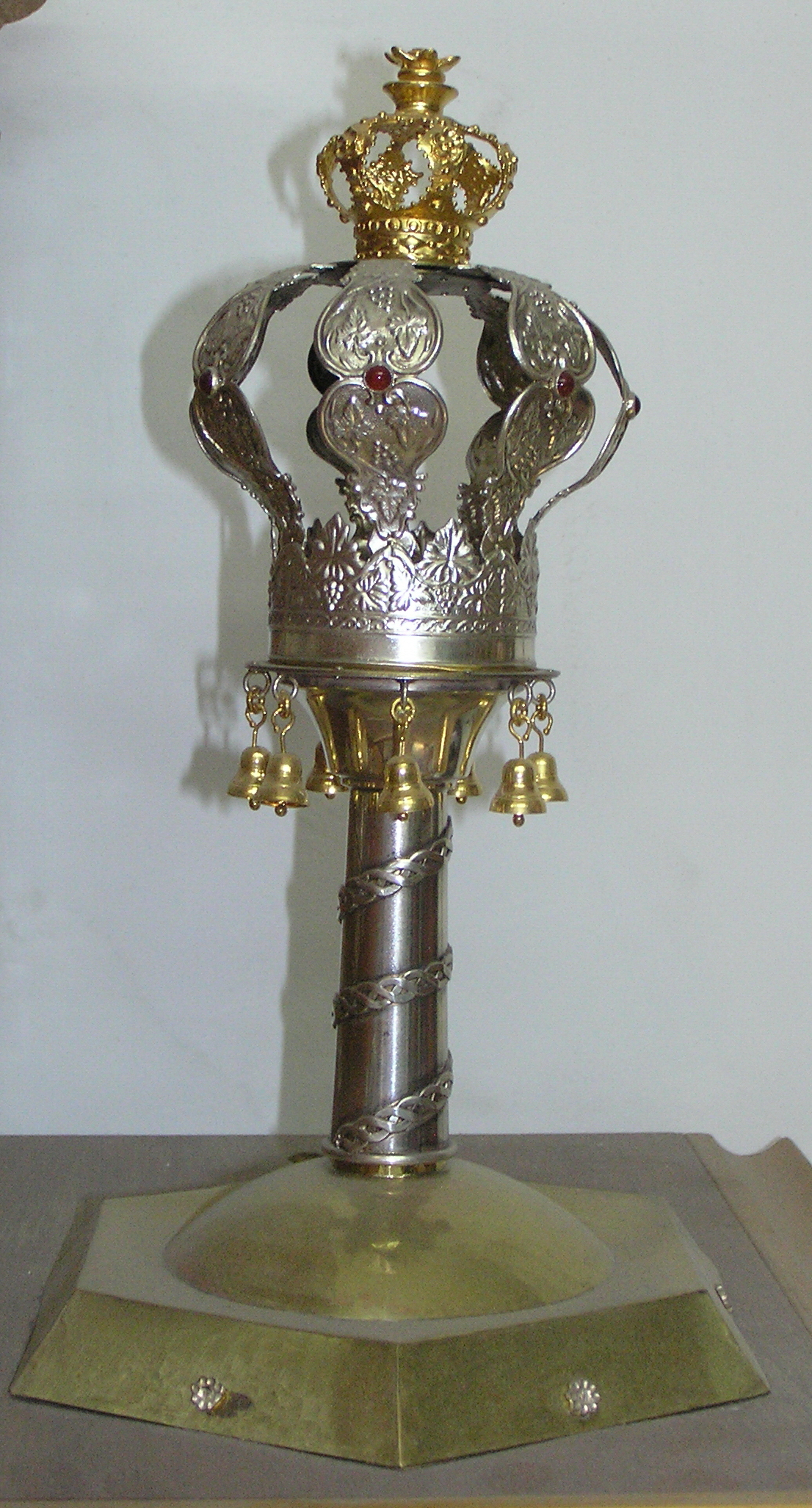
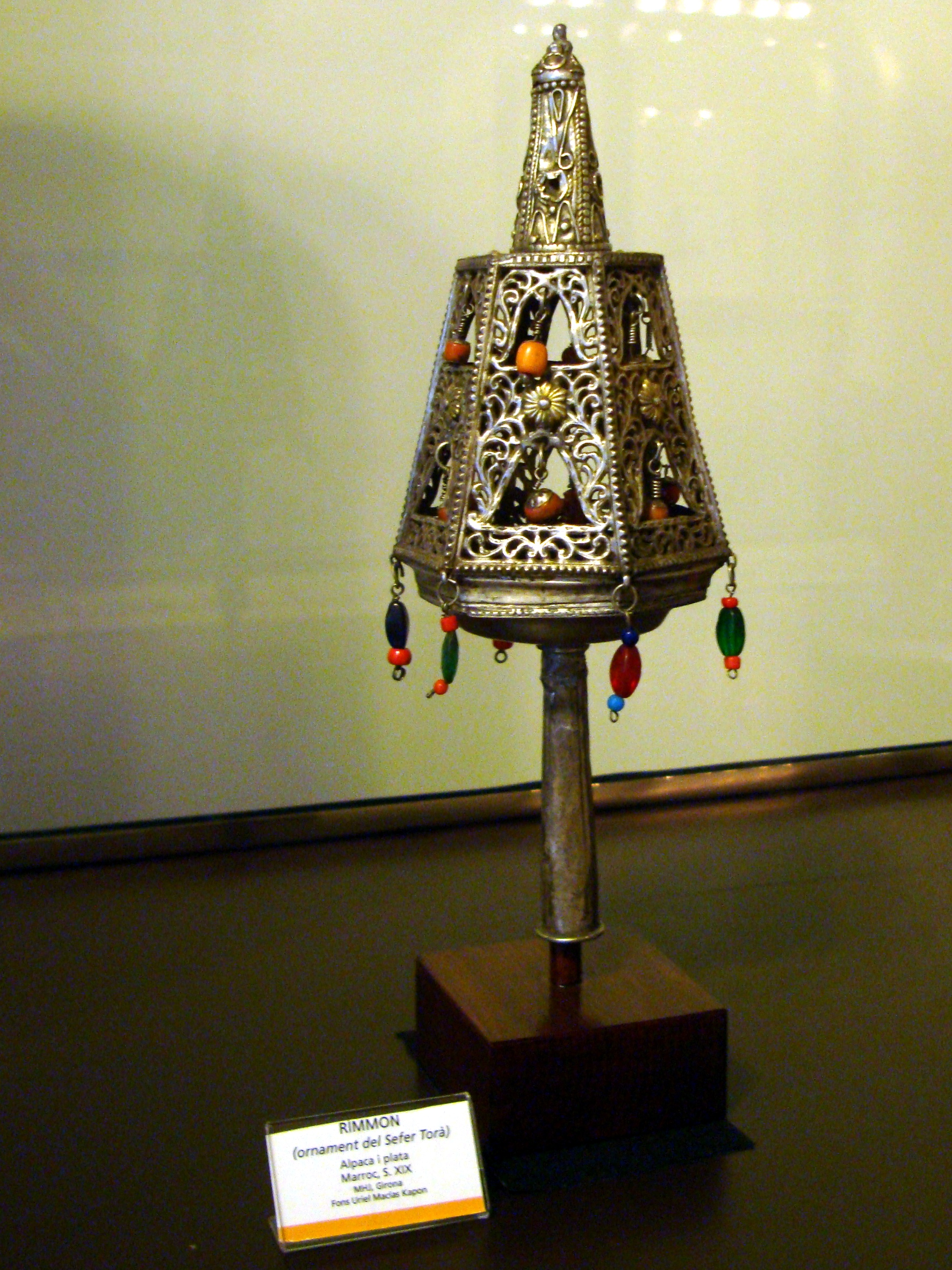
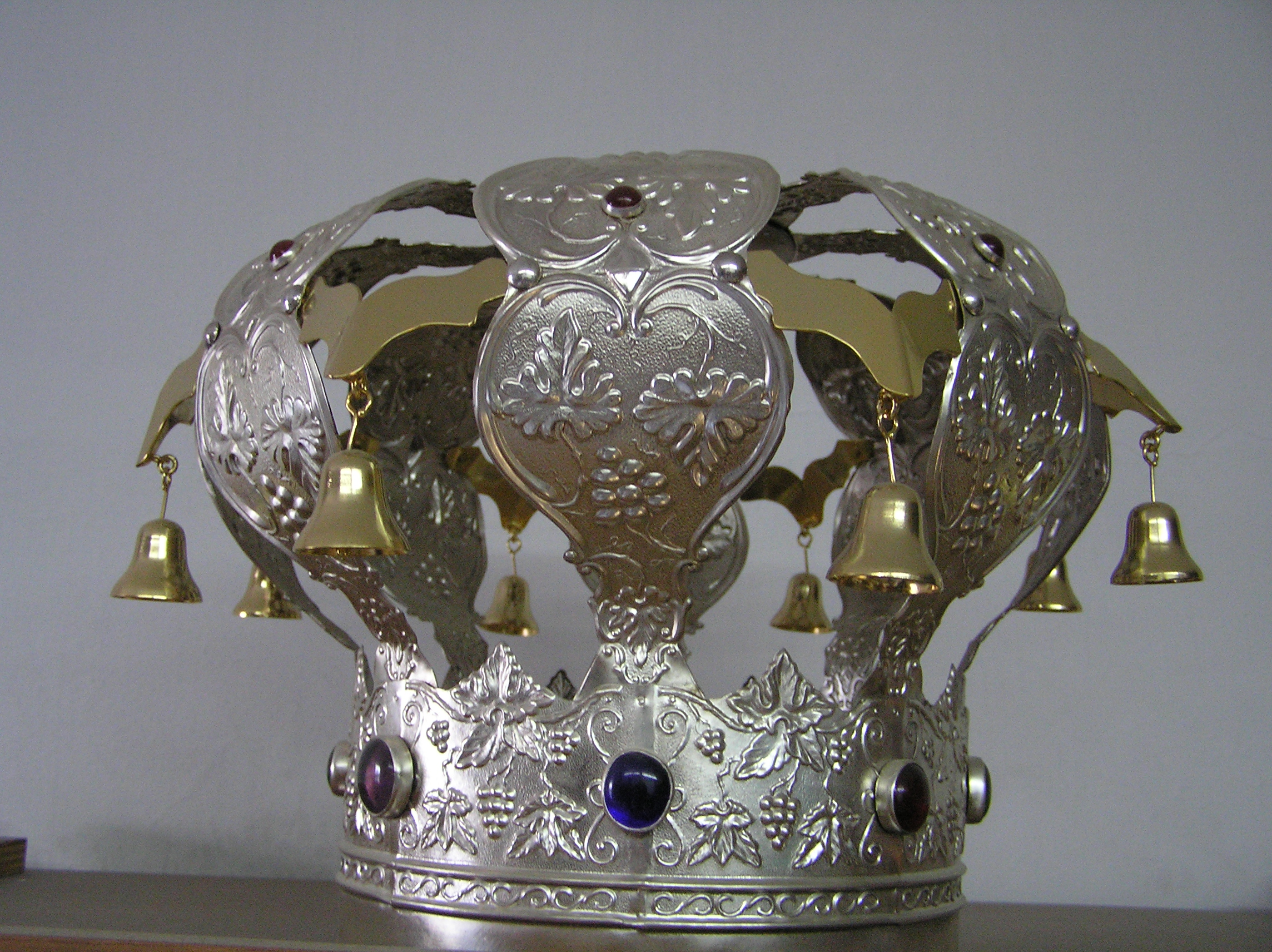
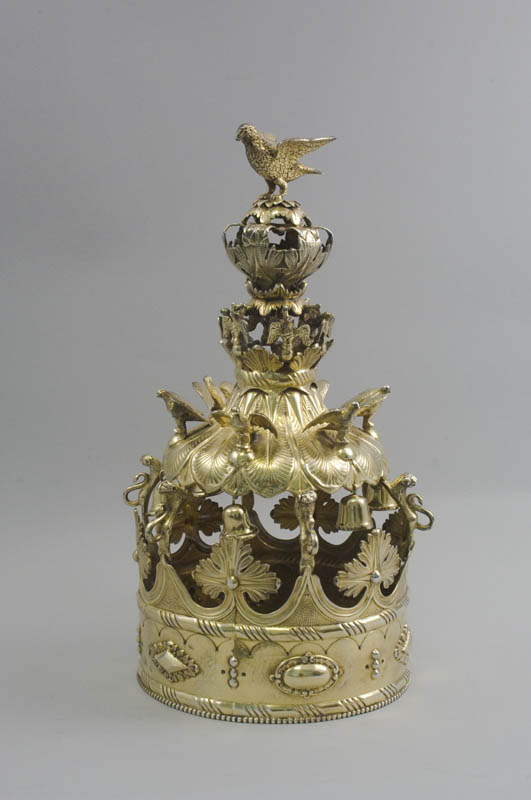
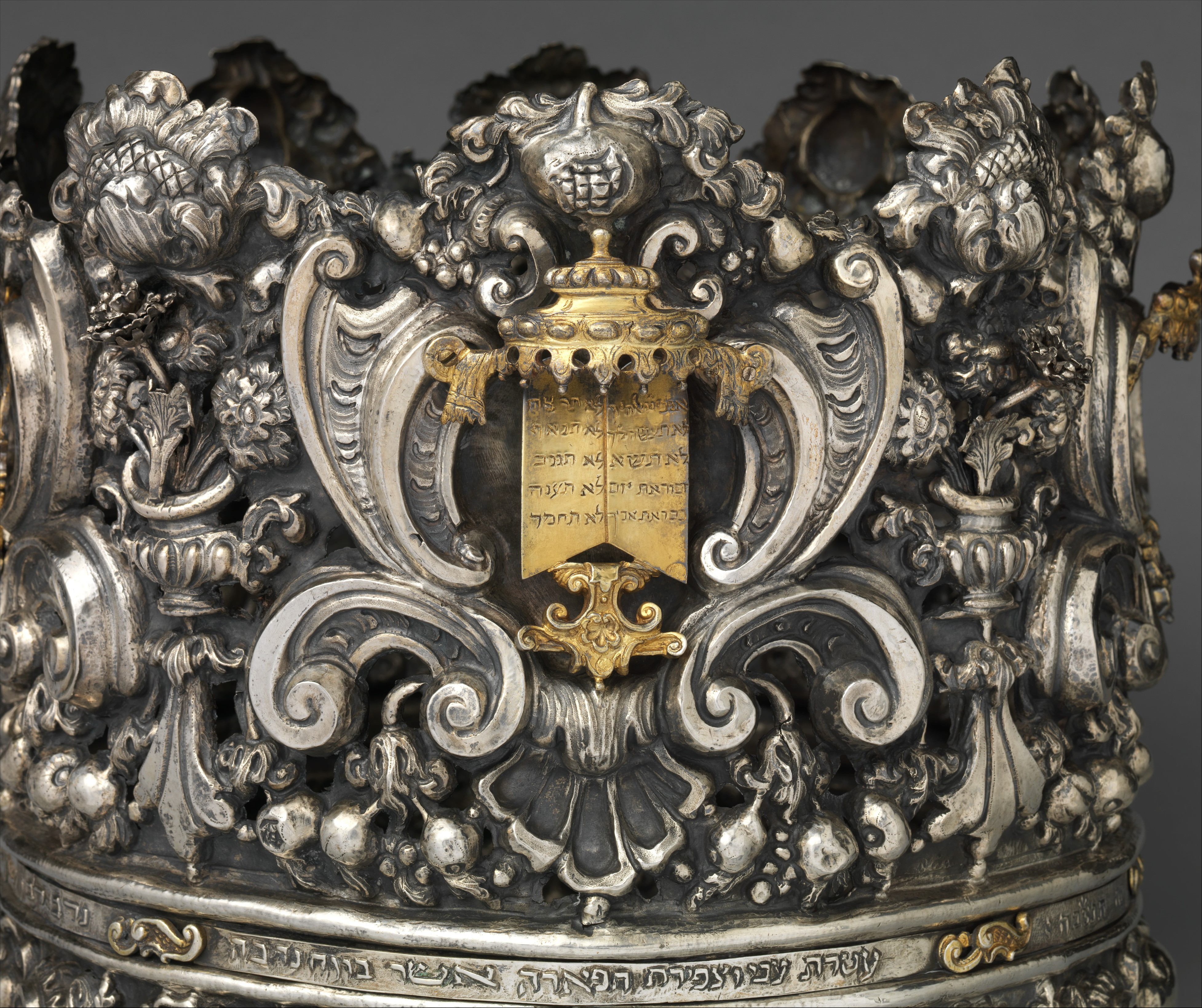
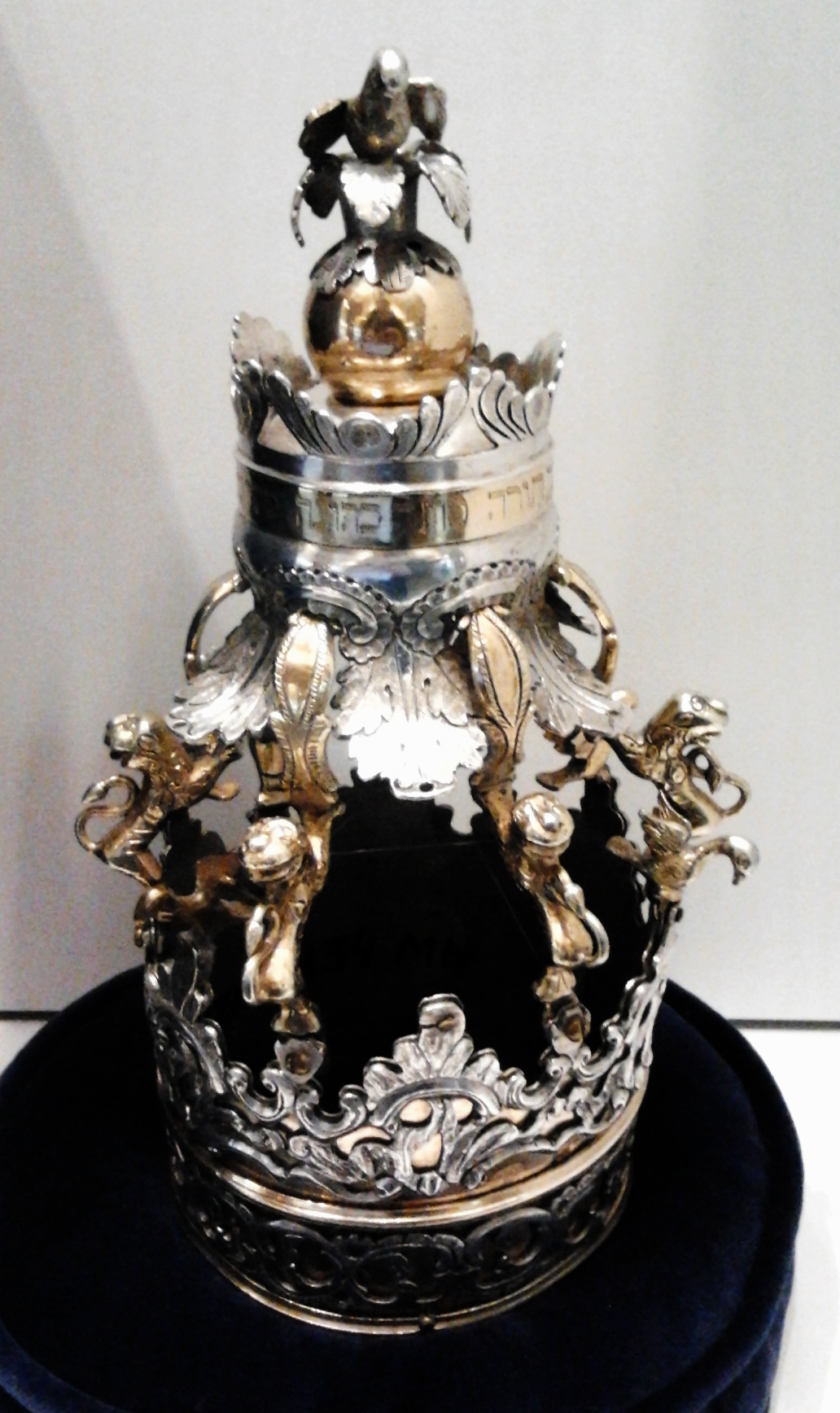
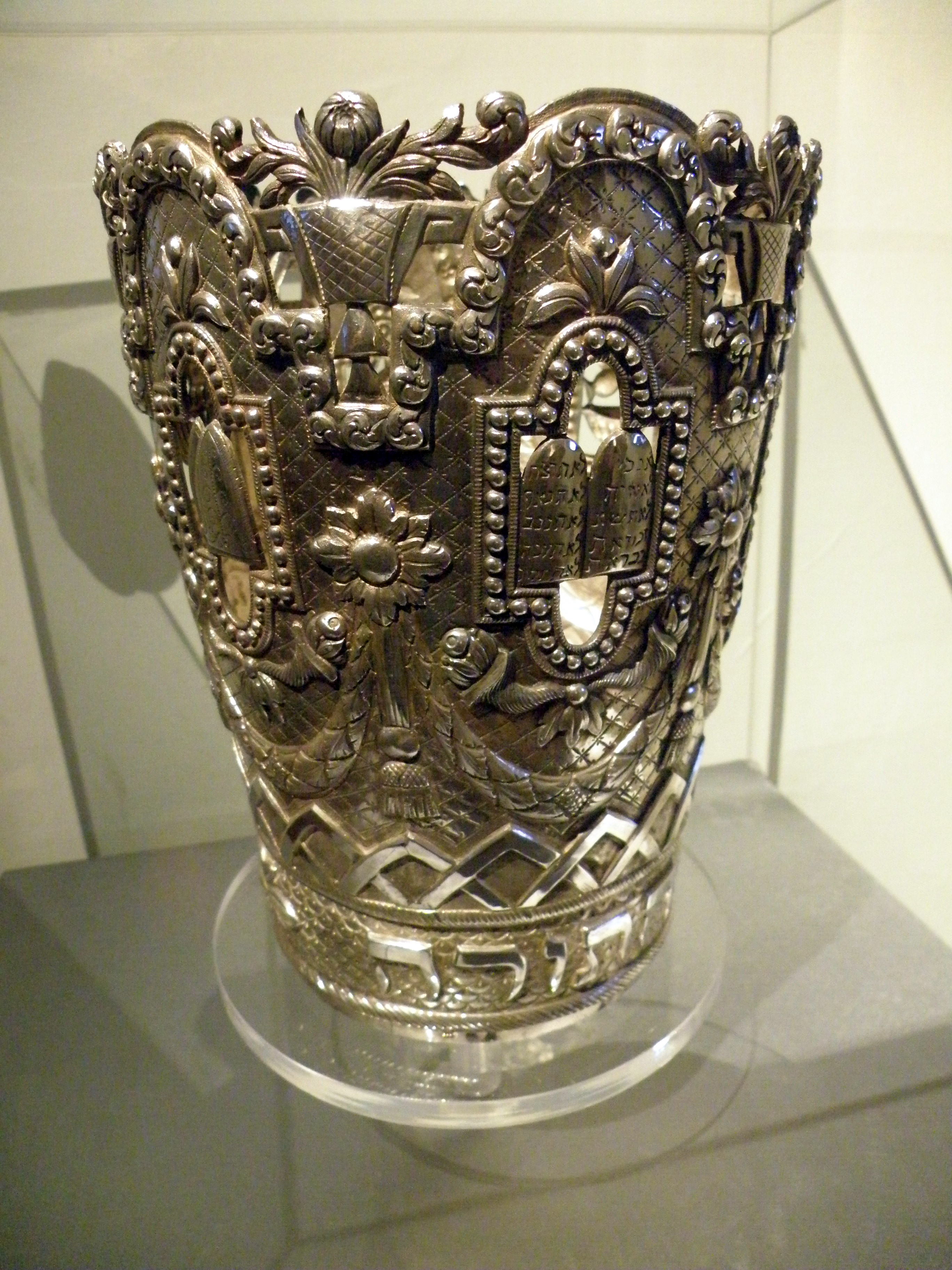
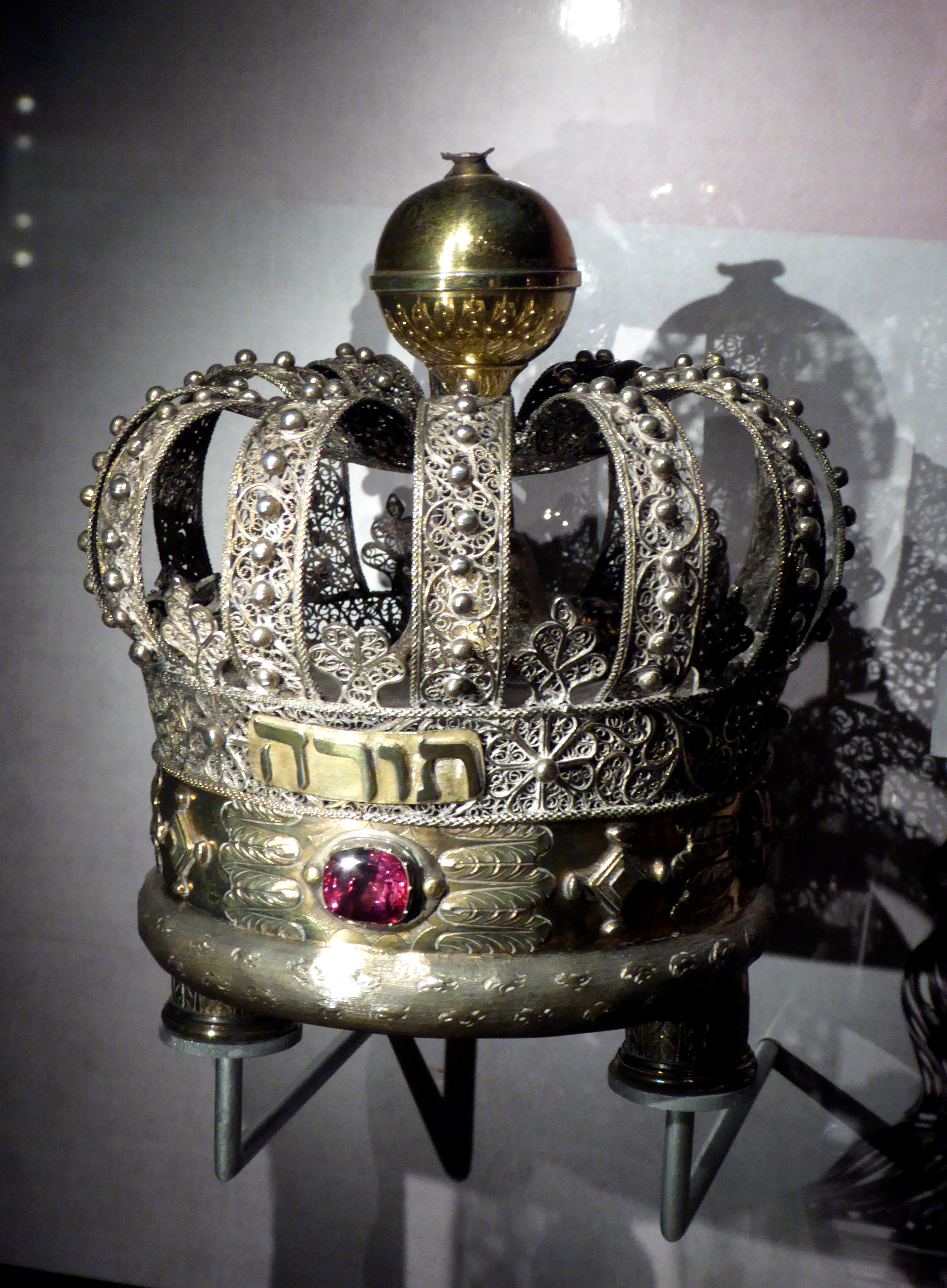
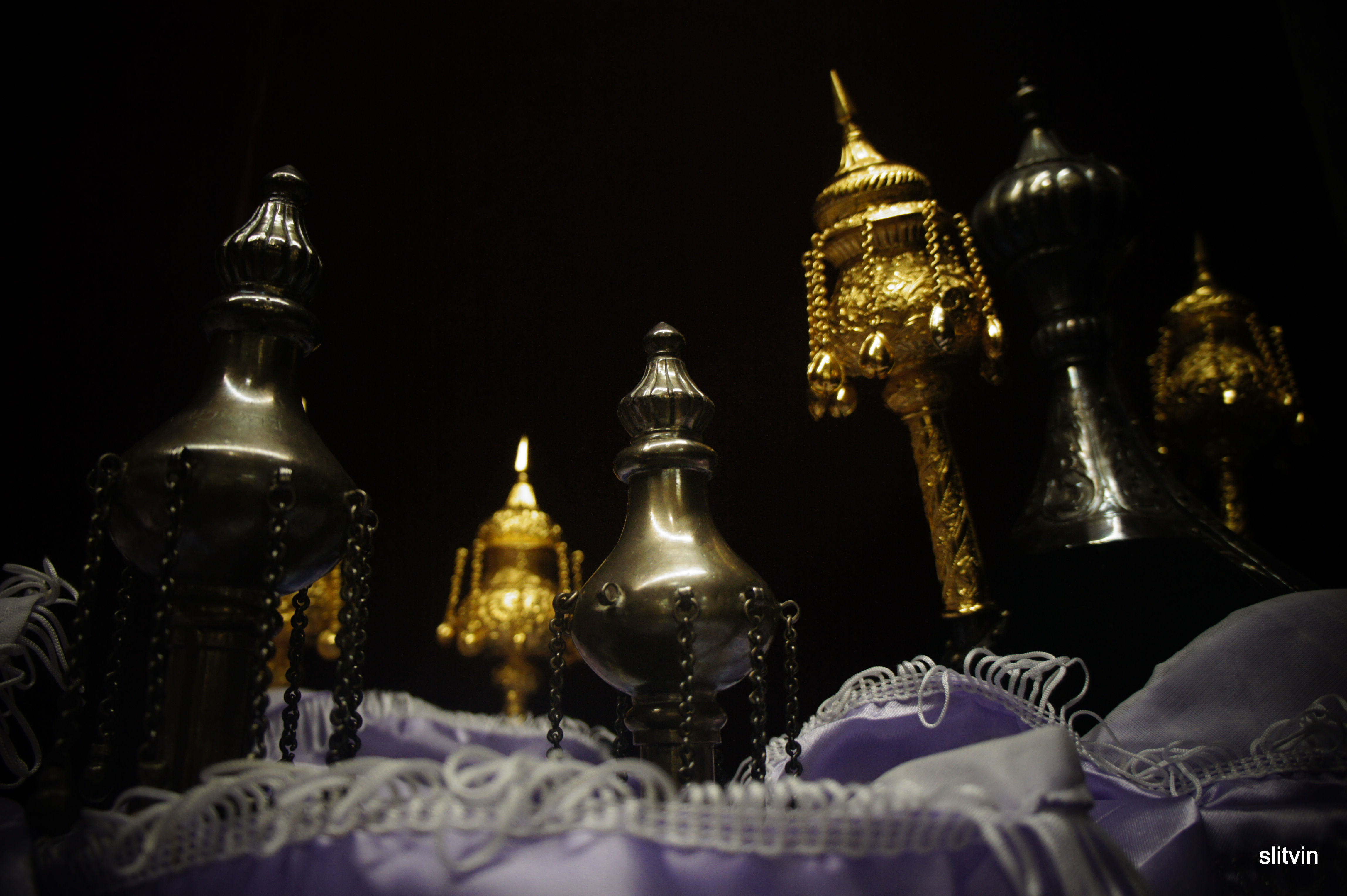

## Utilisation d'unSefer Torah

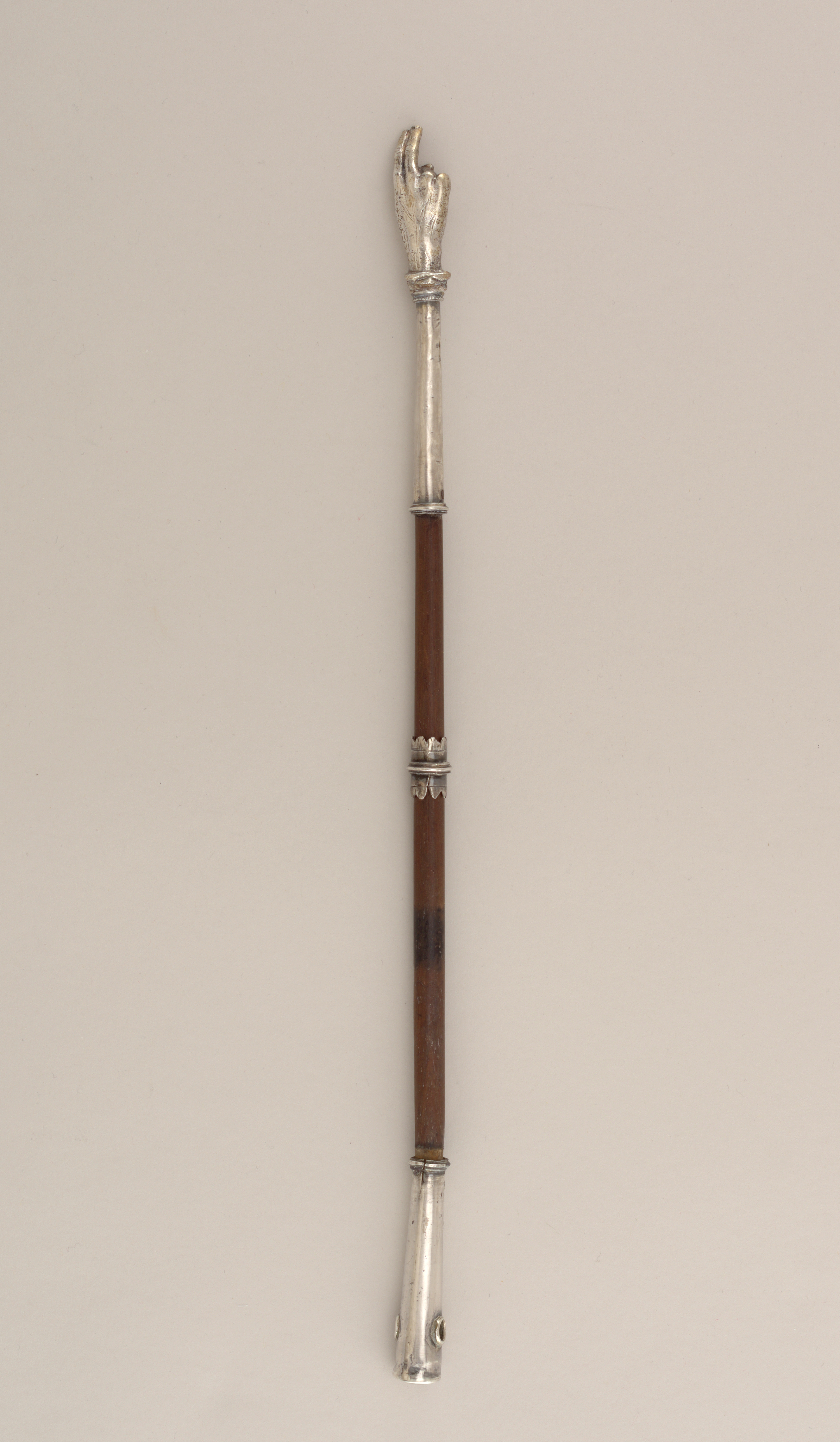
Yad ou pointeur en bois et argent pour la lecture d'un Sefer Torah

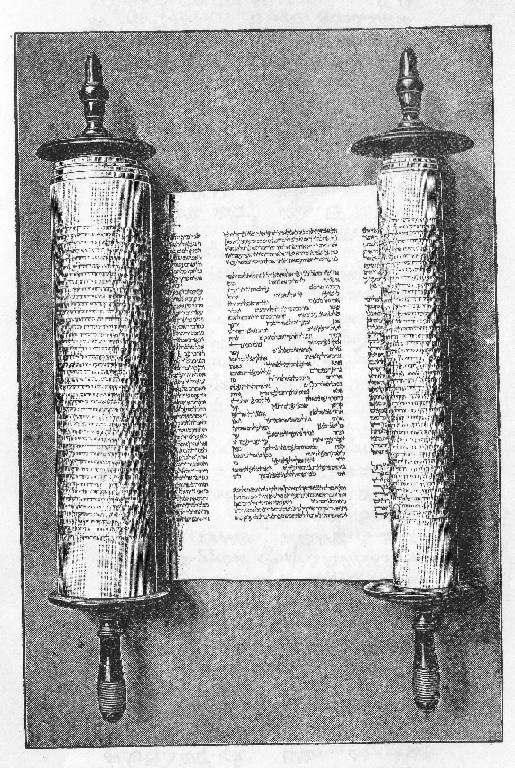
Rouleau de Sefer Torah

La lecture de la Torah à partir d'un Sefer Torah est habituellement réservée au Shabbat, ainsi qu'à des lectures plus courtes les lundis et jeudis matin et en d'autres occasions festives comme une bar Mitsva (majorité religieuse d'un garçon), en présence d'un minyan. La Torah est lue entièrement chaque année et celui qui est appelé à la lire dans la synagogue (on dit : « monter à la Torah ») récolte des bénédictions et des félicitations avant et après sa lecture.
Durant la cantillation, la lecture du texte est facilitée par une yad (main), un pointeur digitiforme en métal, en ivoire ou en bois, qui protège le rouleau en évitant tout contact non nécessaire du parchemin avec la peau humaine (qui, aussi propre qu'elle soit, est souvent couverte de graisse et de sueur), afin de préserver le texte et son support.

### Don d'unSefer Torah
Le don d'un nouveau Sefer Torah à la synagogue est souvent l'occasion d'une fête joyeuse avec chants, danses et prières. Cet usage remonte au Premier Temple, vers 1000 av. J.-C. : dans le Livre de Samuel, la Bible raconte que les prêtres, et même des rois comme David « dansaient devant l'Arche » ou « devant le Seigneur », ce qui signifie qu'ils dansaient, célébraient et priaient (souvent en extase) devant l'Arche d'alliance où se trouvait la parole de Dieu.

### Devenirsofer

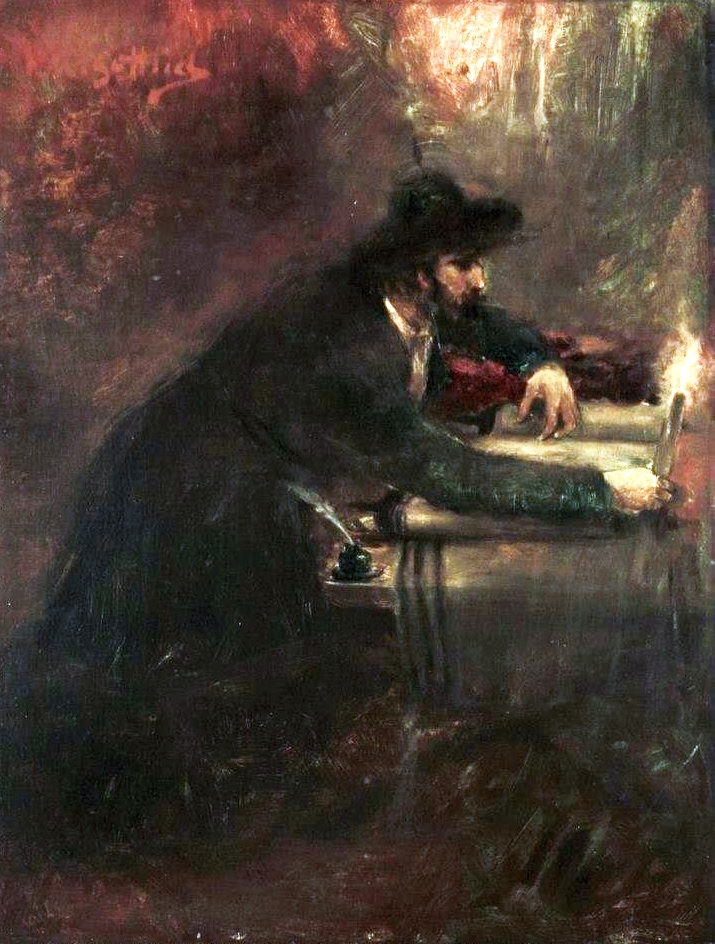
Le Scribe de Torah, M. Gottlieb, 1876

Il n'est actuellement pas rare que des étudiants avancés ou des Sages (en hébreu, même le plus grand savant du monde juif n'est jamais « que » l'élève des Sages, Moïse ayant été le premier d'entre eux, lui-même élève de Dieu) deviennent soferim et reçoivent un salaire pour rédiger un Sefer Torah sous contrat, à la demande de la communauté ou de particuliers afin de marquer une occasion spéciale ou une commémoration. Ce travail est lourd, long et méticuleux, et est souvent gratifié d'un généreux salaire.

## Rangement d'unSefer Torah

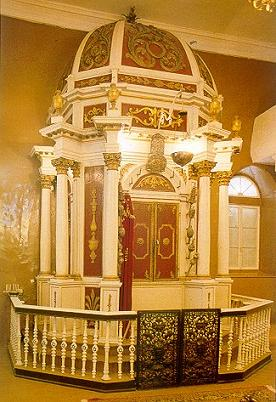
Aron Kodesh (Arche sainte) de la synagogue de Corfou (Grèce)

Une fois que le Sefer Torah est réalisé ou après chaque utilisation, il est entreposé dans l'endroit le plus saint de la synagogue, l'Aron Kodesh (« Arche sainte », en référence à l'Arche d'alliance), une armoire généralement ornée de tentures brodées, et dans une section toujours orientée vers Jérusalem, qui est la direction vers laquelle prient les Juifs.
Lors de leurs nombreux persécutions et exils, les communautés juives ont toujours pris soin de leur Sefer Torah, l'emportant avec eux ou dans cet impossibilité, le cachant précieusement. Régulièrement, un Sefer Torah est retrouvé comme en 2013, en Allemagne, où un rouleau de la Torah de Sulzbach en Bavière, datant de 1792, est découvert.

## Précautions
« Si un séfer Torah tombe à terre, la communauté tout entière est tenue de jeûner »,. 
« Si un incendie vient à se déclarer dans la synagogue, le séfer Torah doit être le premier objet cultuel sauvé. Il peut même être, en ce cas, emporté au-dehors du bâtiment, le jour du chabbat, nonobstant l’interdiction halakhique de transport ce jour-là ».

## Destin d'unSefer Torahdégradé
Un Sefer Torah abîmé reste traité avec égard. Selon sa dégradation, il peut être réparé par un sofer ou déclaré passoul (invalide, impropre à la lecture), marqué d'un signe pour le distinguer d'un Sefer valide et remisé dans une gueniza pour ne plus être utilisé lors d'office ou être placé dans un récipient en terre cuite placé au cimetière pour être enterré ou dans un autre lieu approprié, particulièrement si le nom de Dieu y a été altéré.